# Lobelia parva
Lobelia parva là loài thực vật có hoa trong họ Hoa chuông. Loài này được Badré & Cadet mô tả khoa học đầu tiên năm 1971 publ. 1972.